# Белеф
БЕЛЕФ центар је основан јула 2004. као градска установа која промовише и продукује ванинституционалне програме из културе. Проистекао из Београдског летњег фестивала, БЕЛЕФ центар је конципиран као изузетно мобилна организација која делује на свим градским просторима и свим областима уметности и медија. Од манифестација припрема и реализује: Београдски летњи фестивал, Дане Београда, обележавање јубилеја, историјских и свих других битних догађаја везаних за Београд.
Београдски летњи фестивал, као најзначајнији пројекат Центра, је манифестација која током лета има за циљ да продуцира и представи врхунска уметничка остварења из области позоришта, музике, визуелних уметности и других уметничких дисциплина и да на тај начин анимира Београђане и њихове госте.
БЕЛЕФ центар своје програме остварује у сарадњи са градским предузећима и установама, са бројним партнерима у земљи и иностранству и кроз директне контакте са уметницима.